# Molino Nuevo (Quartell)
El Molino Nuevo, también llamado de la Fuente, es un molino arrocero y de trigo que se sitúa en el conocido como ”Camí de la Font”, en el barrio de la Partida de la Font de la localidad valenciana de Quartell, en la comarca del Campo de Murviedro.
Actualmente forma parte del catálogo de Bienes inmuebles de Etnología de la Generalidad Valenciana.

## Historia
El molino data de 1741 cuando se edificó con el nombre de Molino Nuevo, “Doblons” o “Molino de Diego” (apellido de los últimos molineros).Aunque no se cuenta con documentación escrita del mismo hasta 1850.
Cuando se llevó a cabo su restauración en el año 2001 se adoptó el nombre de “Molino Nuevo”.
Actualmente, el molino alberga el Museo del Agua y es uno de los puntos de paso obligado de la Ruta del Agua.

## Descripción
Se trata de un edificio industrial,en concreto es un molino hidráulico, que se nutre de las aguas que llegan por las 2 filas continuas que se toman de la acequia del Mig. Las aguas sobrantes para el funcionamiento del sistema hidráulico del molino, se desvían antes de entrar en el mismo por el derramador, y vuelven a unirse en la entrada del corral a través de una peculiar caída.
Frente al molino (hay una trapa de hierro rectangular), discurren las aguas de la fila jugadora para Quartell y Llogarets, o de la recotxa de Quartell. Tanto la fila jugadora de Quartell como la recotxa de la población discurren por la acequia de la izquierda y pasan por el "Llavaner" (lavadero público), siguiendo después su curso para el riego de las huertas de la población por la acequia de la izquierda (detrás del jardín del lavadero público), y desviándose por la acequia que transcurre paralela a las paredes de los huertos del Palacio. Cuando la Fila Jugadora le corresponde a Llogarets, transcurre por la acequia de la derecha, y por medio de una almenareta, hoy métalica, colocada a cierta altura sobre esta acequia, se consigue que pase a la acequia de la izquierda la cantidad de agua correspondiente a la recotxa de Quartell, que entra en el Llavaner y sigue el curso descrito en el párrafo anterior. Las aguas de la Fila de Llogarets circulan por debajo de la carretera de Quart y salen por la acequia derecha (detrás del jardín del Llavaner), siguiendo su curso por una acequia paralela a la Acequia Fonda, para pasar a regar la huerta correspondiente de Faura.
Este molino pertenece al "Sistema de la Font de Quart" y al sistema de riegos de la "Vall de Segó", para el que se ha contado desde siempre con los datos incompletos de Madoz, que no tuvo en cuenta el "Molí de la Font" en su inventario.
El molino estaba en desuso y para restaurar cuando en el año 2000 el Ayuntamiento de Quartell decidió su compra y rehabilitación, con el objetivo de instalar en sus dependencias el futuro Museo del Agua de Quartell.
Además, este molino, tras su inauguración, se convirtió en el centro de información de las Rutas del Agua Locales, y centro de estudios y análisis del uso de las aguas, tanto superficiales como subterráneas en la zona, ampliables al resto de la Comunidad.
Tras su restauración en 2001, la maquinaría tanto del molino arrocero y como de la del trigo quedó en perfecto estado.
El actual patio es la zona que se reservaba para la entrada de carros. También podemos distinguir el resto de las estancias tradicionales de los molinos del XVIII como establos, bodega, pozos o cisternas y zona de lavadero. El mecanismo del Molí Nou se diversifica en dos zonas: la reservada para la molturación del cereal y la del blanqueo del arroz.
Para el arroz presenta además un sistema de limpieza y preparación que cuenta con un entramado de madera, poleas y mecanismos de cribado sumamente complejos.
La consecución de la harina exigía la activación de la muela forjada por la fuerza cinética del agua; el cereal contenido en la tolva se veía sometido a molturación en función del requerimiento del vecino.
Lo más destacado de este molino es que presenta entrada de agua diferente para cada uno de las muelas destinadas al arroz y al trigo.
En cuanto a la estructura del molino, ésta representa la casa típica valenciana del S. XVIII. La distribución del edificio sigue el estilo del gótico valenciano con un patio central alrededor del cual se organiza toda la edificación. También encontramos en la actualidad las estancias correspondientes al qué en su día fue el establo, la bodega, la cuadra para los animales domésticos y el lavadero, entre otros.
La proximidad del molino y el lavadero, que se nutre del agua de que sale del mismo; hizo que en el año 2021 El ayuntamiento de Quartell decidiera llevar a cabo obras de restauración y acondicionamiento del antiguo y centenario lavadero público.Estas instalaciones puestas en valor son utilizadas actualmente como anexo del Museo del Agua de Quartell, para exposiciones temporales.